# Buckanjär
Buckanjärer, även kallade flibustiärer eller fribytare, var till en början de uteslutande manliga före detta livegna från Europa, som levde på de karibiska öarna. Senare kom såväl indianer som personer från Afrika att ansluta sig till dem. Efter anfallen mot de spanska kolonierna började de med sjöröveri. Deras starkaste fäste var ön Tortuga, och även den engelska staden Port Royal.

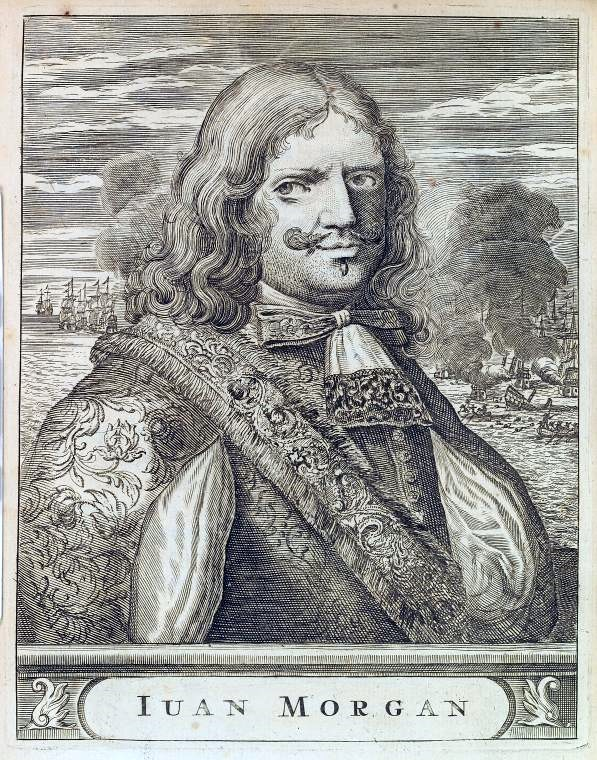
Sir Henry Morgan, en välkänd buckanjär, utnämndes av engelsmännen till vice-guvernör i Jamaica.

## Etymologi
Ordet buckanjär är en försvenskning av en ursprungligen karibisk term och den är vanligt förekommande i litteraturen om sena 1500- och 1600-talens karibiska sjörövare; buckanjärperioden pågick fram till 1700-talet. Termen buckanjär förekom först i 1676 års lexikon. Där beskrevs buckanjärerna som the rude rabble in Jamaica av signaturen E. Cole. 
Det fanns två sorters jägare på Hispañola, skrev buckanjären Alexander Olivier Exquemelin i Piratica America 1678, den ena var: [t]jurjägarna [som kallades] buckanjärer. Förr fanns det gott och väl 500- 600 på ön, men [1678] är de inte ens 300, eftersom tjurarna blivit så få att jägarna måste vara mycket skickliga för att få något.
Han skriver vidare att boucan var namnet på tjurjägarnas fasta läger, vari de stannade i: […] tre till fyra månader, ibland mer än ett år.
Denna tolkning skiljer sig markant från Eirik Hornborgs. "Termen buckanjär", skriver Hornborg och får medhåll av de flesta andra kommentatorer och uppslagsverk; är deskriptiv och roten till ordet finns i franskans boucanier, från boucaner att röka kött, från gammalfranska boucan träställning för att röka kött; av tupiskt (indianskt) ursprung. Gammaltupiska användes som ett lingua franca mellan indianer och kolonisatörer. Ordet användes ursprungligen om  franska och engelska jägare av vildoxe från segelfartygen som slog sig ned bland kariberna och arawakerna i Hispañola.
Boucán innebar att köttet skars upp i remsor när det fortfarande var rått för att sedan torkas och saltas, varefter det grillades.
Termen buckanjär är, oavsett den ordagranna betydelsen, geografiskt bunden till Karibien. I likhet med termen flibustiär var buckanjär inte från början knuten till sjörövarskrået, en buckanjär var ursprungligen inte ens nödvändigtvis en kriminell person, om än han måste vara ohyfsad, enligt E. Cole.
Termen buckanjär är ålderdomlig och lyser med sin frånvaro i till exempel Svenska Akademiens ordlista (SAOL 1998). Men trots detta brukas ordet allmänt i såväl äldre som yngre svensk- och engelskspråkig litteratur.

## Historia
Enligt Alexandre Exquemelin, som skrev en berömd bok om piraterna, var det buckanjären Pierre Le Grand, en förrymd matros från Dieppe, som först gjorde upp planen att attackera spanska handelsfartyg.
Buckanjärerna kom att bilda en formell organisation och hade ett slags författning som de höll fast vid. De valde själva sina kaptener, rådslog och fattade beslut om alla angrepp vid gemensamma sammankomster. Bytet fördelades efter en fastställd skala. Deltagarna tvingades gå ed på att inte förskingra något. Den som bröt mot föreskrifterna blev utstött ur sällskapet.
Antalet buckanjärer ökade när spanjorerna 1629 fördrev fransmännen från Saint Kitts. En del av dem begav sig till Haiti, särskilt till öns norra kust. Andra slog sig ned på den närbelägna ön Tortuga, vars klippkust erbjöd fördelaktiga smygvrår och inom kort blev buckanjärernas främsta tillhåll. Sina aktioner utförde de med legendarisk djärvhet; i lätta båtar for de tätt intill de otympliga spanska krigsskeppen och oskadliggjorde kanoner och kanonservis genom välriktade skott in genom kanonportarna. Vid sidan av sjöröveri bedrev de smuggling.
De utbredde så småningom sina härjningar över hela Centralamerikas östra kust och sedan ända bort till Stilla havet på västkusten. De drog i skaror från plats till plats, överföll och plundrade kuststäderna. Största uppseendet väckte överfallet på staden Panama år 1671.
Till en början begick buckanjärerna inte onödiga övergrepp utan nöjde sig med att stjäla det de kom över. Om de släpade med sig folk som slavar, släppte de dem mot en lösepenning eller efter ett par års tjänst. Senare blev deras uppträdande dock allt våldsammare, och många oskyldiga fick sätta livet till. De krigsfartyg som skickades ut för att förfölja dem uträttade inte mycket. Men mot slutet av 1600-talet försvann den glans som omgav buckanjärerna av sig själv. Inbördes strider utbröt, förbundets internationella prägel utplånades och de olika nationaliteterna började tvista med varandra. De europeiska regeringarna lyckades också undergräva piratverksamheten genom en förnyad tullpolitik.
Buckanjärväsendet upphörde i början av 1700-talet. Många av sjörövarna återgick till de fredliga yrkena, bland andra William Dampier, som blev en berömd upptäcktsfarare.

## Berömda buckanjärer
- Henry Morgan
- François l'Ollonais